# T-Bone Burnett
Joseph Henry «T-Bone» Burnett (Saint Louis, Misuri, 14 de enero de 1948) es un músico, compositor y productor discográfico estadounidense. 

## Trayectoria
Su apodo proviene del guitarrista tejano T-Bone Walker. Burnett fue guitarrista en la banda de Bob Dylan durante la gira Rolling Thunder Revue. Una vez finalizada la gira, Burnett y otros dos miembros de la banda formaron The Alpha Band, y posteriormente publicó su primer álbum individual en 1980.
Burnett ha producido para artistas como Roy Orbison, Lisa Marie Presley, John Mellencamp, Los Lobos, Counting Crows, Elton John y Leon Russell, Elvis Costello y su esposa Diana Krall, Natalie Merchant y The Wallflowers, así como para Tony Bennett y K. D. Lang en el álbum A Wonderful World. Burnett obtuvo premios Grammy por la banda sonora de la película O Brother, Where Art Thou? y por su trabajo con Alison Krauss y Robert Plant. Fue nominado a un premio Óscar por su contribución musical en la película Cold Mountain y ganó uno en la categoría Mejor canción original por «The Weary Kind» perteneciente a la cinta Crazy Heart.
Fundó el sello discográfico DMZ y participó junto a Mark Heard y Tonio K en el rápidamente extinto sello "What? Records". También supervisó la música en las películas Walk the Line y El gran Lebowski. 
En 2013 produjo la banda sonora de la película Inside Llewyn Davis, dirigida por los hermanos Coen, y la música de la serie televisiva True Detective.
Las canciones de Burnett han sido versionadas por artistas como K. D. Lang («Till the Heart Caves In»), Los Lobos, Sixpence None the Richer («Carry You»), Tonio K, Emmylou Harris, Mark Heard («Power of Love»), Arlo Guthrie, Warren Zevon, Peter Case y B. J. Thomas.

## Discografía
| Álbum                                                                          | Fecha |
| ------------------------------------------------------------------------------ | ----- |
| A Place at the Table                                                           | 2013  |
| T-Bone Burnett Presents The Speaking Clock Revue: Live from the Beacon Theatre | 2011  |
| Tooth of Crime                                                                 | 2008  |
| Twenty Twenty – The Essential T-Bone Burnett                                   | 2006  |
| The True False Identity                                                        | 2006  |
| The Criminal Under My Own Hat                                                  | 1992  |
| The Talking Animals                                                            | 1987  |
| T-Bone Burnett                                                                 | 1986  |
| Behind the Trap Door (EP)                                                      | 1984  |
| Proof Through the Night                                                        | 1983  |
| Trap Door (EP)                                                                 | 1982  |
| Truth Decay                                                                    | 1980  |
| The B-52 Band & the Fabulous Skylarks                                          | 1972  |

### Compilaciones
| Álbum                                                      | Tema              | Fecha |
| ---------------------------------------------------------- | ----------------- | ----- |
| Until the end of the World                                 | Humans from Earth | 1991  |
| Where the Pyramid Meets the Eye - Tribute to Roky Erickson | Nothing in Return | 1990  |

## Alpha Band discografía
| Álbum                          | Fecha |
| ------------------------------ | ----- |
| The Statue Makers of Hollywood | 1978  |
| Spark in the Dark              | 1977  |
| Alpha Band                     | 1976  |

## Discografía como productor
| Álbum                                               | Artista                                   | Fecha                             |
| --------------------------------------------------- | ----------------------------------------- | --------------------------------- |
| Jupiter Calling                                     | The Corrs                                 | 10 de noviembre de 2017           |
| The Phosphorescent Blues                            | Punch Brothers                            | 27 de enero de 2015               |
| Plain Spoken                                        | John Mellencamp                           | 23 de septiembre de 2014          |
| Ghostlight                                          | Betty Buckley                             | 16 de septiembre de 2014          |
| Put Your Needle Down                                | The Secret Sisters                        | 15 de abril de 2014               |
| The Diving Board                                    | Elton John                                | 16 de septiembre de 2013          |
| Ghost Brothers Of Darkland County                   | Various                                   | 6 de abril de 2013                |
| Glad Rag Doll                                       | Diana Krall                               | 10 de abril de 2012               |
| Storm & Grace                                       | Lisa Marie Presley                        | 15 de mayo de 2012                |
| The Hunger Games: Songs from District 12 and Beyond | Banda sonora                              | 20 de marzo de 2012               |
| Voice of Ages                                       | The Chieftains                            | 21 de febrero de 2012             |
| I'll Never Get Out of This World Alive              | Steve Earle                               | 26 de abril de 2011               |
| Low Country Blues                                   | Gregg Allman                              | 18 de enero de 2011               |
| National Ransom                                     | Elvis Costello                            | 11 de febrero de 2010             |
| The Union                                           | Elton John and Leon Russell               | 19 de octubre de 2010             |
| The Secret Sisters                                  | The Secret Sisters                        | 10 de diciembre de 2010           |
| Myth of the Heart                                   | Sahara Smith                              | 31 de agosto de 2010              |
| Junky Star                                          | Ryan Bingham                              | 31 de agosto de 2010              |
| No Better Than This                                 | John Mellencamp                           | 17 de agosto de 2010              |
| We Walk This Road                                   | Robert Randolph & The Family Band         | 21 de junio de 2010               |
| Country Music                                       | Willie Nelson                             | 13 de abril de 2010               |
| Women and Country                                   | Jakob Dylan                               | 4 de junio de 2010                |
| Crazy Heart                                         | Banda sonora                              | 19 de enero de 2010               |
| Secret, Profane & Sugarcane                         | Elvis Costello                            | 6 de febrero de 2009              |
| Moonalice                                           | Moonalice                                 | 14 de abril de 2009               |
| One Kind Favor                                      | B.B. King                                 | 26 de agosto de 2008              |
| Akiko                                               | Akiko Yano                                | 22 de octubre de 2008             |
| Life, Death, Love and Freedom                       | John Mellencamp                           | 15 de julio de 2008               |
| Still                                               | BoDeans                                   | 3 de abril de 2008                |
| 1967                                                | Betty Buckley                             | 16 de octubre de 2007             |
| Raising Sand                                        | Robert Plant and Alison Krauss            | 23 de octubre de 2007             |
| Across the Universe                                 | Banda sonora                              | 14 de septiembre de 2007          |
| The Story                                           | Brandi Carlile                            | 4 de marzo de 2007                |
| Thunderbird                                         | Cassandra Wilson                          | 4 de abril de 2006                |
| Walk the Line                                       | Banda sonora                              | 15 de noviembre de 2005           |
| Future Perfect                                      | Autolux                                   | 26 de octubre de 2004             |
| A Boot and a Shoe                                   | Sam Phillips                              | 27 de abril de 2004               |
| The Ladykillers                                     | Banda sonora                              | 23 de marzo de 2004               |
| Ollabelle                                           | Ollabelle                                 | 3 de septiembre de 2004           |
| Cold Mountain                                       | Banda sonora                              | 16 de diciembre de 2003           |
| The Divine Secrets of the Ya-Ya Sisterhood          | Banda sonora                              | 28 de mayo de 2002                |
| Ralph Stanley                                       | Ralph Stanley                             | 6 de noviembre de 2002            |
| A Wonderful World                                   | Tony Bennett and k.d. lang                | 11 de mayo de 2002                |
| Motherland                                          | Natalie Merchant                          | 13 de noviembre de 2001           |
| Fan Dance                                           | Sam Phillips                              | 31 de julio de 2001               |
| Down from the Mountain                              | Banda sonora                              | 24 de julio de 2001               |
| O Brother, Where Art Thou?                          | Banda sonora                              | 12 de mayo de 2000                |
| Come to Where I'm From                              | Joseph Arthur                             | 4 de noviembre de 2000            |
| Blue Days Black Nights                              | Freedy Johnston                           | 20 de julio de 1999               |
| Songs from the Pipe                                 | The Surfers                               | 21 de julio de 1998               |
| Hell Among the Yearlings                            | Gillian Welch                             | 28 de julio de 1998               |
| Horse Whisperer                                     | Banda sonora                              | 6 de febrero de 1998              |
| Clay Pigeons                                        | Banda sonora                              | 22 de septiembre de 1998          |
| Ole'                                                | Tonio K                                   | December 23, 1997 (recorded 1990) |
| David Poe                                           | David Poe                                 | 23 de septiembre de 1997          |
| Omnipop                                             | Sam Phillips                              | 20 de agosto de 1996              |
| Stealing Beauty                                     | Banda sonora                              | 28 de mayo de 1996                |
| Bringing Down the Horse                             | Wallflowers                               | 21 de mayo de 1996                |
| Revival                                             | Gillian Welch                             | 4 de septiembre de 1996           |
| Sweetie                                             | Daniel Tashian                            | 26 de marzo de 1996               |
| Braver Newer World                                  | Jimmie Dale Gilmore                       | 25 de junio de 1996               |
| Bringing on the Weather                             | Jackopierce                               | 14 de febrero de 1995             |
| Pretty Little Lonely                                | Michael Petak                             | 16 de agosto de 1994              |
| Martinis & Bikinis                                  | Sam Phillips                              | 3 de agosto de 1994               |
| Dart to the Heart                                   | Bruce Cockburn                            | 3 de enero de 1994                |
| Go Slow Down                                        | BoDeans                                   | 10 de diciembre de 1993           |
| August and Everything After                         | Counting Crows                            | 14 de septiembre de 1993          |
| A. J. Croce                                         | A. J. Croce                               | 25 de mayo de 1993                |
| Everything You Want (Nothing That You Need)         | Seven Stories                             | 1993                              |
| Five Easy Pieces                                    | Dirty Looks                               | 11 de octubre de 1992             |
| Lily                                                | Wendy Matthews                            | 28 de septiembre de 1992          |
| Break Like the Wind                                 | Spinal Tap                                | 17 de marzo de 1992               |
| Until the end of the World                          | Banda sonora                              | 12 de octubre de 1991             |
| Cruel Inventions                                    | Sam Phillips                              | 28 de mayo de 1991                |
| Live Two Five                                       | Nitty Gritty Dirt Band                    | 16 de julio de 1991               |
| Nothing but a Burning Light                         | Bruce Cockburn                            | 11 de mayo de 1991                |
| Shuffletown                                         | Joe Henry                                 | 31 de agosto de 1990              |
| My Father's Face                                    | Leo Kottke                                | 25 de octubre de 1990             |
| Third World Warrior                                 | Kris Kristofferson                        | 3 de junio de 1990                |
| Mystery Girl                                        | Roy Orbison                               | 2 de enero de 1989                |
| Spike                                               | Elvis Costello                            | 14 de febrero de 1989             |
| Black & White Night: Live                           | Roy Orbison                               | 23 de octubre de 1989             |
| The Indescribable Wow                               | Sam Phillips                              | 8 de septiembre de 1988           |
| "Notes From The Lost Civilization"                  | Tonio K                                   | 1988                              |
| By the Light of the Moon                            | Los Lobos                                 | 7 de julio de 1987                |
| The Turning                                         | Leslie Phillips                           | 1987                              |
| Love & Hope & Sex & Dreams                          | BoDeans                                   | 5 de enero de 1986                |
| King of America                                     | The Costello Show                         | 21 de febrero de 1986             |
| Romeo Unchained                                     | Tonio K.                                  | 1986                              |
| Peter Case                                          | Peter Case                                | 1986                              |
| Downtown                                            | Marshall Crenshaw                         | 16 de septiembre de 1985          |
| How Will the Wolf Survive?                          | Los Lobos                                 | 1 de enero de 1984                |
| Time Step                                           | Leo Kottke                                | 5 de enero de 1983                |
| Delbert & Glen                                      | Delbert McClinton and Glen Clark          | 1972                              |
| Live at the New Bluebird Nightclub                  | Robert Ealey and His Five Careless Lovers | 1970                              |
| The Legendary Stardust Cowboy                       | The Legendary Stardust Cowboy             | 1968                              |
| The Van Dykes                                       | The Van Dykes                             | 1966                              |

## Música para films y televisión
| Projecto                                                                | Medio      |                                              | Fecha                    |
| ----------------------------------------------------------------------- | ---------- | -------------------------------------------- | ------------------------ |
| True Detective (TV series)                                              | Television | Composer                                     | 2014                     |
| Another Day, Another Time: Celebrating the Music of Inside Llewyn Davis | Television | Producer                                     | 2013                     |
| Inside Llewyn Davis                                                     | Film       | Executive Music Producer                     | 2013                     |
| Nashville                                                               | Television | Executive Music Producer                     | 2012–2013                |
| The Hunger Games film score                                             | Film       | Executive Music Producer                     | 26 de marzo de 2012      |
| Tough Trade                                                             | Television | Executive Producer, Music Producer, composer | 2010                     |
| Crazy Heart                                                             | Film       | Producer, songwriter, composer               | 19 de diciembre de 2009  |
| Across The Universe                                                     | Film       | Music Producer                               | 10 de diciembre de 2007  |
| All the King's Men                                                      | Film       | Executive Music Producer                     | 22 de septiembre de 2006 |
| Walk the Line                                                           | Film       | Executive Music Producer, composer           | 18 de noviembre de 2005  |
| Don't Come Knocking                                                     | Film       | Executive Music Producer, composer           | 25 de agosto de 2005     |
| The Ladykillers                                                         | Film       | Executive Music Producer                     | 26 de marzo de 2004      |
| Cold Mountain                                                           | Film       | Executive Music Producer                     | 25 de diciembre de 2003  |
| The Divine Secrets of the Ya-Ya Sisterhood                              | Film       | Composer                                     | 6 de julio de 2002       |
| O Brother, Where Art Thou?                                              | Film       | Music Producer, Original Music               | 22 de diciembre de 2000  |
| The Big Lebowski                                                        | Film       | Musical Archivist                            | 3 de junio de 1998       |
| Great Balls of Fire!                                                    | Film       | Music producer, composer                     | 29 de junio de 1989      |
| Roy Orbison and Friends: A Black and White Night                        | TV Special | Musical Director                             | 1 de marzo de 1988       |

## Premios y distinciones
Óscar
| Año  | Categoría              | Canción          | Película      | Resultado |
| ---- | ---------------------- | ---------------- | ------------- | --------- |
| 2004 | Mejor canción original | «Scarlet Tide»   | Cold Mountain | Nominado  |
| 2010 | Mejor canción original | «The Weary Kind» | Crazy Heart   | Ganador   |